# Скобов Олександр Валерійович
Олександр Валерійович Скобов (рос. Александр Валериевич Скобов; нар. 4 листопада 1957, Ленінград, Російська РФСР) — російський громадський діяч, публіцист ліволіберального напрямку, радянський дисидент і політв'язень. Колумніст порталу Грани.ру, системний критик путінізму.

## Біографія
Навчався на історичному факультеті Ленінградського державного університету. Будучи першокурсником, 2 лютого 1976 року, напередодні відкриття XXV з'їзду КПРС, узяв участь в акції розкидання листівок з галереї ленінградського Гостинного двору із закликами до повалення тиранії чиновників і встановлення справжнього гуманного соціалізму. Через два тижні КДБ вдалося знайти учасників цієї акції — Скобова та його товаришів Аркадія Цуркова та Андрія Резнікова, а також десятикласника Олександра Фоменка. Їх виключили з комсомолу й навчальних закладів.
Наприкінці 1978 як організатор невеликої молодіжної комуни та активної участі в діяльності групи «Ліва опозиція», редагування та випуску в самвидаві двох номерів журналу «Перспективи», а також підготовку до проведення конференції у жовтні 1978, на яку були запрошені однодумці з Москви, Горького та інших міст. Всього було затримано близько 40 чоловік.
У 1981-му, після звільнення з психіатричної лікарні, прилучився до діяльності «Вільного міжпрофесійного об'єднання трудящих». У грудні 1982 знову був заарештований і поміщений у психіатричну клініку, з якої вийшов в 1985.
Брав участь у діяльності «Демократичного Союзу», входив до редакції щотижневика ДС «Демократична опозиція», за що 1988 року підданий обшуку нарівні з чотирма іншими фігурантами у «справі № 64» — останній справі за статтею 70 КК РФ у формулюванні «антирадянська агітація». Справу закрито 1989-го у зв'язку зі зміною формулювання статті.
У 1990-ті працював шкільним учителем історії, в 2001 році видав книгу «Історія Росії: 1917—1940 рр.: Навчальний посібник з політичної історії Росії для старших класів загальноосвітніх шкіл».
Після початку Першої чеченської війни — активний учасник антивоєнного руху, автор ряду антивоєнних звернень.
Наприкінці першого десятиліття XXI століття був членом партії «Яблуко», звідки вийшов 2010 року після ухваленого з'їздом партії рішення про заборону членства в інших політичних організаціях. У 2009—2011 роках — член координаційної ради петербурзького відділення руху «Солідарність».
У березні 2010 року підписав звернення російської опозиції «Путін повинен піти».
2014 року, під час агресії Росії на сході України підтримав Україну.
25 липня 2014 розмістив у власному блозі та на Гранях.ру статтю рос. «Мечты сбиваются», в якій прямо визнав Володимира Путіна винним у збитті малайзійського боїнга над Україною. 28 липня, під час прогулянки по нічному Санкт-Петербургу був пограбований, побитий та дістав кілька ударів ножем.
Саша Скобов - один з провідних персонажів документально-сатиричного роману «Останній дисидент» Володимира Яременко-Толстого. 